# Revolta de 1173-1174
A revolta de 1173-1174 foi uma rebelião contra  Henrique II de Inglaterra de três dos seus filhos, da sua esposa Leonor da Aquitânia e dos barões que os apoiaram. A rebelião durou 18 meses e falhou completamente. Os membros rebeldes da família real tiveram de se resignar frente ao poder de Henrique II e reconciliaram-se com ele.

## Contexto

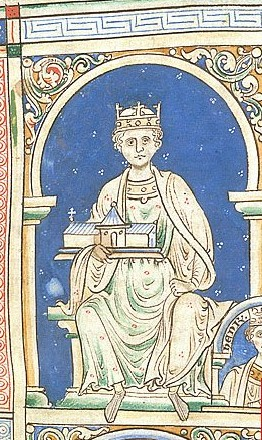
Rei Henrique II

Henrique II, muitas vezes denominado como o «maior rei medieval de Inglaterra», reinava sobre um dos mais importantes conjuntos de territórios da Europa: o império Plantageneta, composto pela Inglaterra, a Normandia, Anjou e o Maine. A esposa Leonor da Aquitânia trouxe ao seu vasto domínio a Aquitânia: Poitou, Aquitânia, Angoumois, Saintonge e Limousin.
Em 1173 o rei tinha quatro filhos (por idade decrescente): Henrique, chamado de o "rei jovem" por ter sido coroado em 1170, Ricardo (mais tarde chamado de "Coração de Leão"), Godofredo e João "Sem Terra". Todos eles esperavam herdar toda ou partes das posses do pai.
Henrique o Jovem acabara de fazer 18 anos de idade nesse ano de 1173, e era conhecido pelo seu charme e beleza. Acabara de casar com Margarida, filha de Luís VII de França. O jovem não tinha grandes recursos financeiros. Numerosos cavaleiros lhe eram fiéis, mas ele não tinha meios de os recompensar. Estava portanto impaciente em tomar conta dos territórios paternos e em governá-los.

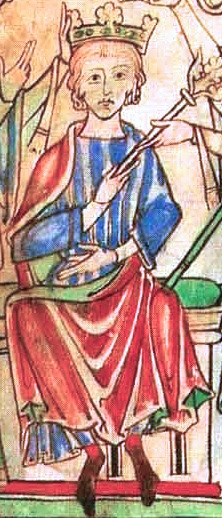
Henrique, o Jovem Rei

O que despoletou essa rebelião foi a intenção anunciada pelo rei em oferecer os castelos de Chinon, Loudun e Mirebeau ao seu filho mais novo João, como parte do combinado pelo seu casamento com Alice, a filha de Humberto III, Conde de Saboia e de  Maurienne. Com esse conhecimento o jovem Henrique, que havia muito procurava um motivo para enfrentar o seu pai, foi encorajado a rebelar-se por numerosos aristocratas que viam oportunidades na passagem de poder. A sua mãe Leonor, que se tinha zangado com o seu marido o Rei, juntou-se à causa. Muitos seguiram-na, descontentes com Henrique II desde que este mandara assassinar, em 1170, o arcebispo Thomas Becket.

## Formação da aliança
Em março de 1173 o jovem Henrique refugiou-se na corte de seu sogro Luís VII, em França. Em breve seria seguido pelos seus irmãos Ricardo e Godofredo. A mãe tentou juntar-se-lhes, mas foi presa a caminho, ficando cativa. O jovem Henrique e o seu mentor francês criaram alianças contra Henrique II, prometendo terras e rendas em Inglaterra e Anjou aos condes de Flandre, de Bolonha, Blois e a Guilherme o Leão, Rei da Escócia.
O jovem Henrique jurou que daria a Filipe da Alsácia, conde de Flandre, 1 000 libras anuais em Inglaterra, Kent e os castelos de Dover e de Rochester. A Mateus da Alsácia, conde de Bolonha, irmão do precedente, daria o condado de Mortain e as honras de Hay, Ao conde de Blois, daria 200 libras anuais em Anjou, o castelo de Amboise com todas as juridições que reclamava em Touraine, e o abandono das reivindicações dos Plantagenetas sobre Château-Renault. Ghilherme o Leão, pela sua assistência, receberia Northumberland com o rio Tyne como limite a sul. David, irmão de Guilherme, prometeu os condados de Huntingdon e Cambridge. A Hugo Bigot, primeiro conde de Norfolk, prometeu o castelo de Norwich.

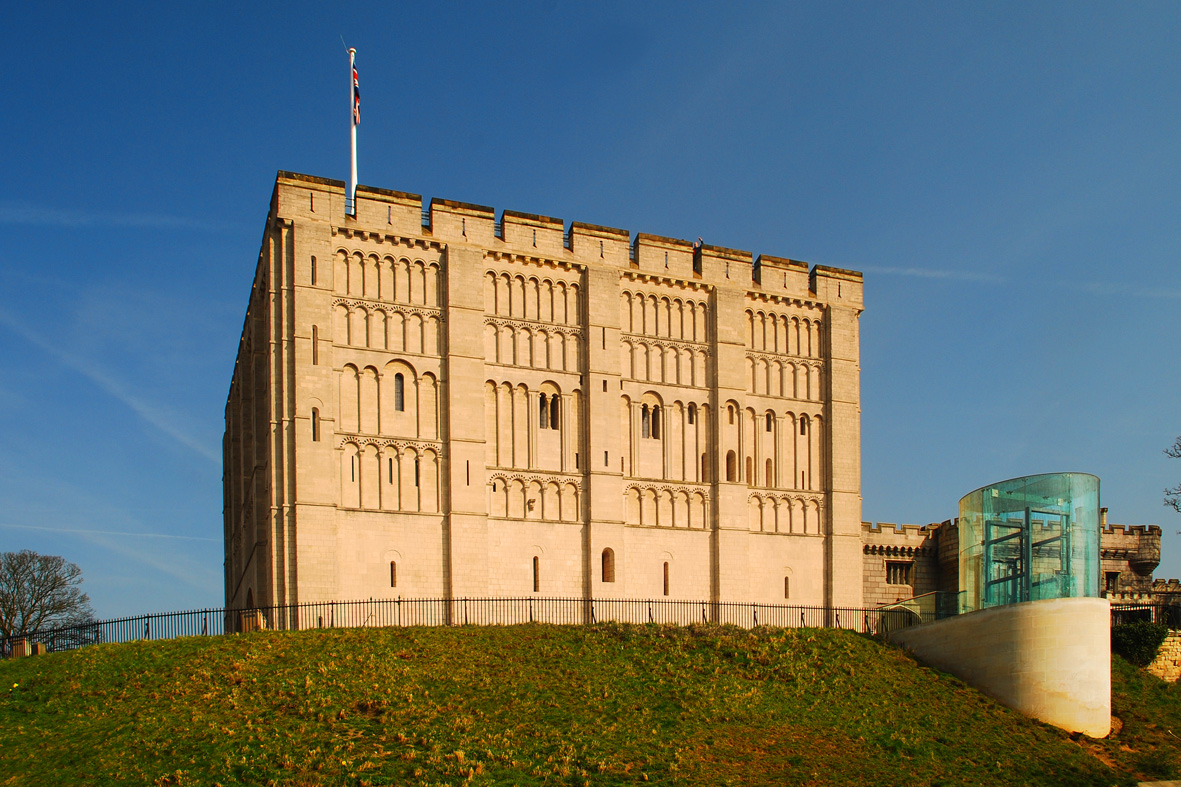
O Castelo de Norwich foi capturado por Hugh Bigod com uma força de mais de 800 soldados em julho de 1174.

## A revolta
A Normandia constitui uma questão maior neste revolta. É nas fronteiras desse ducado que as hostilidades se iniciam em abril de 1173. Além de que Henrique II comanda pessoalmente o exército na Normandia, papel que abandona aos seus fiéis barões em Inglaterra. Para reduzir a rebelião, o rei utiliza uma nova arma: chama os seus mercenários brabançon, cuja mobilidade irá colocar em maus lençóis os pesados exércitos feudais.
Em abril de 1173 os condes de Flandre e de Bolonha invadiram a Normandia pelo leste, o rei de França e o jovem Henrique pelo sul, enquanto que os bretões atacaram pelo oeste. Aumale e Gournay-en-Bray são tomadas. Verneuil-sur-Avre é incendiada. Mas no final de cada assalto, existiu uma derrota: o Conde de Bolonha é morto, Luís é derrotado e expulso da Normandia, e os bretões colocados em fuga em Dol com pesadas percas humanas. Na primavera de 1174 a Normandia fica temporariamente fora de perigo. Ao mesmo tempo, Henrique volta a tomar le Mans. Os ataques de Guilherme o Leão ao norte de Inglaterra são também repelidos. São abertas negociações entre pai e filho, mas em vão.
O conde de Leicester, Roberto III de Beaumont, chefe dos barões rebeldes normandos, portanto a favor de Henrique o Jovem, toma a rédea. Leva um exército de mercenários flamengos, atravessa o Mar da Mancha em direção à Inglaterra para ali juntar-se aos outros barões rebeldes, nomeadamente Hugo Bigot, conde de Norfolk. O conde de Leicester encontra as forças inglesas vindas do norte do reino, lideradas por Ricardo de Lucy, e é completamente derrotado. Os barões fieis a Henrique II ter-lhe-ão dito: «é um mau ano para os seus inimigos».

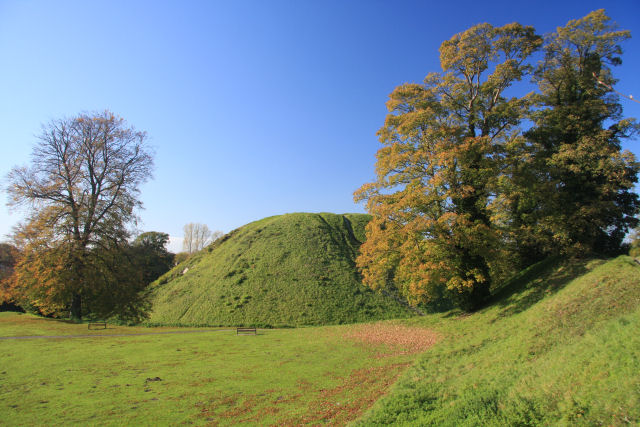
O castelo Thetford em Norfolk pertenceu a Hugh Bigod, conde de Norfolk, e foi demolido por ordem do rei após o fim da rebelião.

A rebelião não terminou, e na primavera de 1174, esta continua. David da Escócia, irmão do "Leão", regressa ao sul para tentar conquistar o norte de Inglaterra, e toma a chefia dos barões rebeldes. Guilherme de Ferrières, conde de Derby, um barão rebelde, incendeia a cidade de Nottingham enquanto que Bigot faz o mesmo na cidade de Norwich.
A 8 de julho de 1174 Henrique II de Inglaterra, que se encontrava na Normandia combatendo os seus inimigos, desembarca em Inglaterra. O seu primeiro gesto é de penitência pela morte de Thomas Becket que, assassinado por alguns de seus cavaleiros três anos antes, tinha sido canonizado. A 13 de julho de 1174, Guilherme I da Escócia e vários dos seus companheiros são surpreendidos e capturados em Alnwick. No seguimento desse acontecimento, Henrique II torna-se capaz de limpar a oposição, passando sobre cada bastião rebelde para receber a sua rendição.
Depois da Inglaterra, o rei retorna ao continente pois Luís VII de França e o conde de Flandre Filip da Alsácia, sitiam Rouen. A 11 de agosto, e depois de encerrar os seus presos em Falaise, Henrique II vai para a capital normanda. Surpreendido, o rei de França não insiste e regressa ao seu domínio. A 30 de setembro, em Montlouis, o jovem Henrique e os seus irmãos reconciliam-se com seu pai, assinam a paz, e regressam ao seu serviço, reconhecendo-o como seu senhor.

## Epílogo
Numerosas cidades e castelos foram destruídos. Numerosas pessoas morreram. A responsabilidade recaiu nos conselheiros do jovem Henrique e nos barões rebeldes que manipularam o jovem príncipe inexperiente, em busca de fortuna. Guilherme o Marechal, fiel ao jovem Henrique durante a revolta, terá dito: «maldito seja o dia em que os traidores conspiraram para confundir o pai e o filho». Guilherme I da Escócia, capturado e preso em Falaise, não tem outra opção que assinar o tratado de Falaise em dezembro de 1174. Através desse tratado, Guilherme reconhecia o reino de Inglaterra como suserano do reino da Escócia.
Leonor ficou cativa durante quase 15 anos, primeiro em Chinon, depois em Salisbury, e em diversos castelos da Inglaterra.